# Kult płodności
Kult płodności – jedna z form kultu religijnego cechująca się oddawaniem czci różnym przejawom i źródłom płodności, jak np. urodzaj, deszcz, Słońce, Księżyc, wody, roślinność, gleba, kobieta itp. Jest on jednym z najbardziej rozpowszechnionych i najstarszych kultów religijnych na świecie.

## Systematyka
Klasyfikacja kultów płodności – ze względu na złożoność zjawiska – nie jest prosta. Ogólnie rzecz biorąc, możemy je dzielić według:
- źródła – np. kulty roślinności, chtoniczne, zwierząt, Wielkiej Matki, falliczne, atmosferyczne, akwatyczne.
- celu – np. kulty agrarne, rybołówstwa, polowania, porodów.

## Rodowód

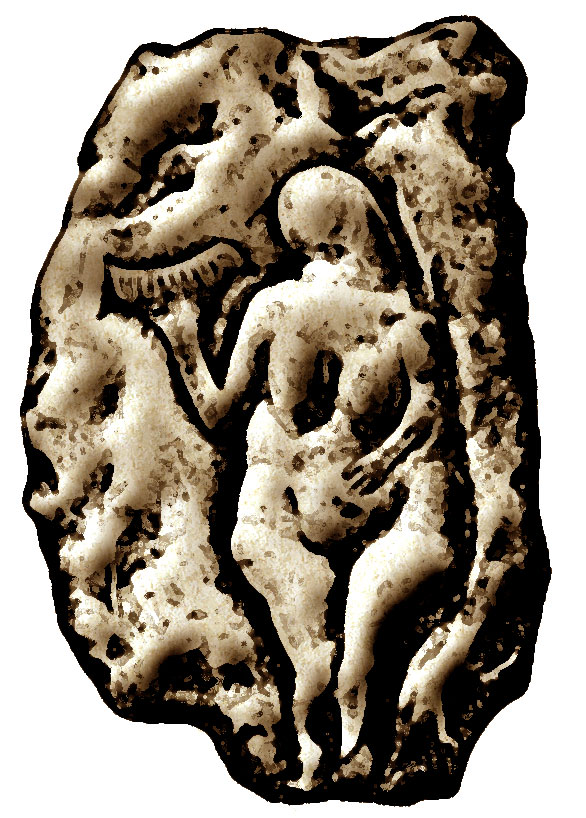
Wenus z Laussel – jedna z najstarszych personifikacji płodności

Jak dowodzą wykopaliska archeologiczne, kult płodności występował lub mógł mieć swe początki w okresie górnego lub końcowego paleolitu. Znalezione na stanowiskach archeologicznych Willendorf, Dolní Věstonice, Kostionki, Buriet figurki tzw. Wenus oraz liczne ryty naskalne – np. Wenus z Laussel – świadczą o rozpowszechnieniu tego kultu na dużym obszarze. Także niektóre freski na ścianach jaskiń sugerują występowanie kultu zwierzęcej płodności związane zapewne z magią łowiecką.
W okresie mezolitu i neolitu wraz z pojawieniem się uprawy roślin i hodowlą zwierząt na pierwszy plan wysunęły się kulty agrarne.
Odkryte na ścianach świątyni w Çatalhöyük z ok. 7000 lat. p.n.e. freski
oraz przedstawienia tutejszej bogini w trzech postaciach świadczą o istnieniu zorganizowanego już kultu. Na ślady kultu płodności natrafiono także w Hacilar i w Tell Halaf. Znalezione w tych miejscach figurki kobiece mogą świadczyć o kulcie Wielkiej Bogini Matki. Kobiece posążki odkryto także w Beludżystanie i w zachodnich Indiach na stanowisku tzw. kultury Kulli. Kult płodności istniał także zapewne w prearyjskich kulturach Mohendżo Daro i Harrappy.
Obok kultu Wielkiej Bogini rozwijał się także na neolitycznym Bliskim Wschodzie kult boga-byka lub boga-barana. Jednym z takich kultów był kult Apisa w starożytnym Egipcie, istniejący już zapewne w okresie predynastycznym. U neolitycznych ludów pasterskich na pierwszy plan wysunęły
się kulty płodności zwierzęcej.

## Charakterystyka

### Hierogamia
Hierogamia, czyli boskie małżeństwo, jest jednym z najbardziej charakterystycznych kultów płodności. Odzwierciedla ona pierwotną parę boską, tzw. Wielkich Rodzicieli Wielkiej Matki i Wielkiego Ojca, źródło i krzewicieli wszelkich form życia. Uosabiają oni w wielu związek typu:
- niebo-ziemia, np. Uranos i Gaja u Greków, wedyjskie Djaus i Aditi, Rangi i Papa u Maorysów, Geb i Nut w Egipcie, sumeryjska para An i Ki, Czukwu i Ala u Ibów, Kalangi i Lumimuut u Toradży;
- słońce-ziemia: Usi-Neno – Usi-Afu na Timorze, Djabu lara i Djabu-fafa na wyspie Kai;
- słońce-księżyc: Mawu i Lisa u Fonów.

Rytualnym odzwierciedleniem mitycznego aktu boskiego małżeństwa jest ceremonia małżeństwa i jego konsumpcja, a w sensie zbiorowym rytualna orgia. Jak podaje Frazer rytuał świętych zaślubin odbywał się na wyspie Letar na początku pory deszczowej.

### Wegetacja i zmartwychwstanie bóstwa

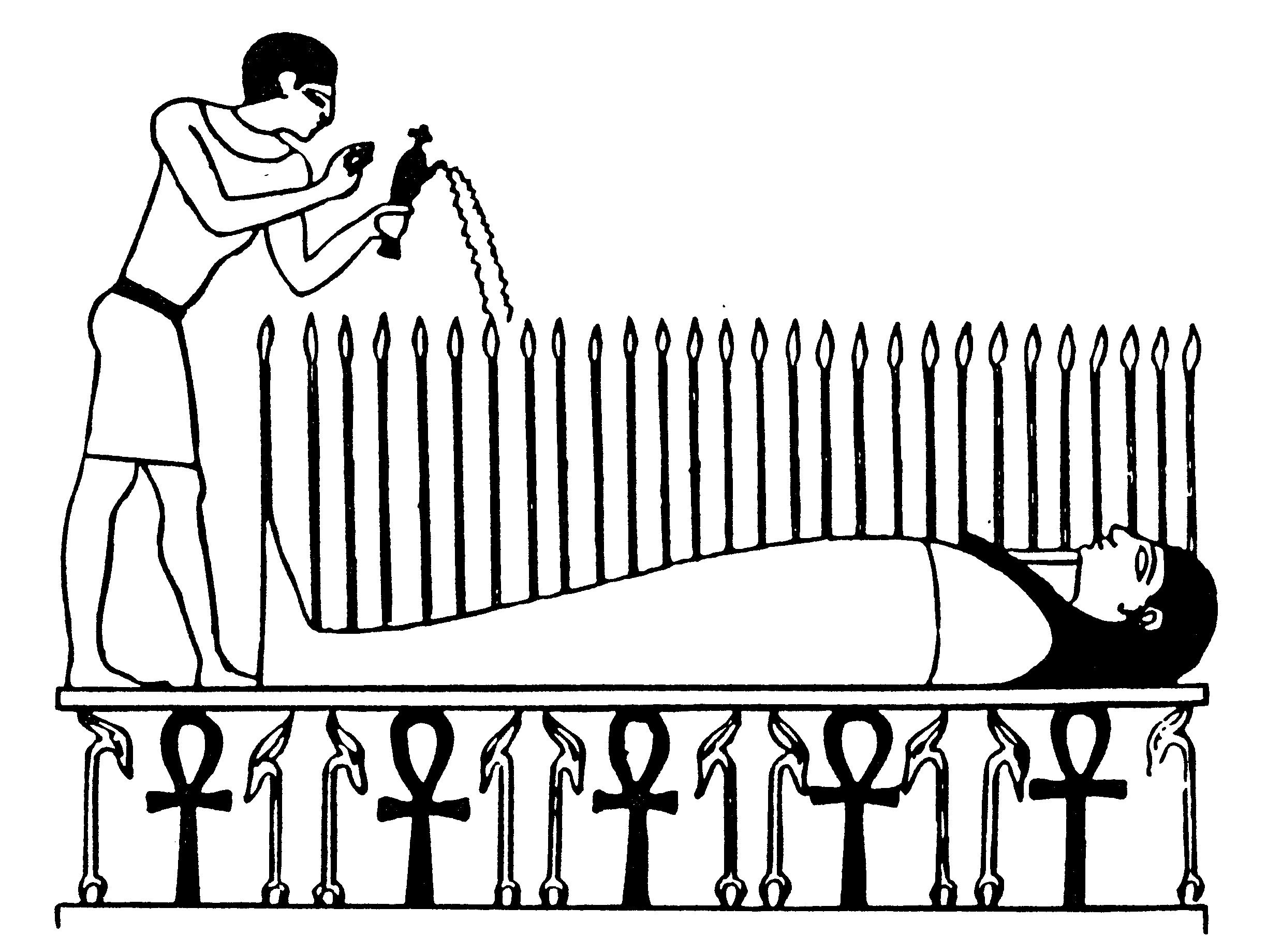
Kapłan podlewający rośliny kiełkujące z mumii Ozyrysa. Świątynia Izydy w File

Tajemnica cyklu wegetacji oraz związane z nim obumieranie i odradzanie się roślin stała się źródłem dla powstania koncepcji odradzających się bóstw (czasami wskrzeszanych w mitach) takich jak:
- sumeryjski Dumuzi i babiloński Tammuz,
- egipski Ozyrys,
- zachodniosemicki Baal,
- fenicki Adonis,
- hetycki Telepinu
- frygijski Attis,
- Kora (Persefona) i Dionizos,
- jawajska Dewi Melanting
- Ixbalanque u Indian Kicze,
- Estsanatlehi u Indian Nawahów.

Należą one zdaniem Eliadego do najważniejszych motywów scenariuszy mitycznych i rytualnych.
W starożytnym Egipcie obchodzono w czasie maksimum wylewu Nilu – który był uważany za wcielenie Ozyrysa – święto Chojak. Święto to wiązało się oprócz kultu Ozyrysa także z rozpoczęciem prac rolniczych. Sumerowie a później Akadyjczycy na początku wiosny, tj. w miesiącu Nisan urządzali obrzędy związane z cyklami pór roku i odnową roślinności. W świątyni Astarte w Byblos co roku opłakiwano, jak pisze Frazer, śmierć Adonisa.
Kulty te na Bliskim Wschodzie stały się w czasach hellenistycznych i rzymskich źródłem misteriów antycznych.

### Księżyc i płodność
Księżyc od zarania dziejów wiązany był z płodnością. Można tu powiedzieć za Eliadem, że ponad 15 tysięcy lat przed odkryciem rolnictwa został zastosowany do celów praktycznych cykl księżycowy. W wielu religiach świata bóstwa lunarne, jak np. Alahtin u Indian Czumaszów z Kalifornii, Anignat
u alaskańskich Eskimosów, indyjska Anumati, egipski Chonsu, Chia u Czibczów, Ixmucane u majańskich Indian Kicze, Njingon u Fangów, sumeryjski Nanna były zarazem bóstwami łączonymi z płodnością (także płodnością kobiet). Na związek księżyca z płodnością świadczyć może choćby święto nowiu obchodzone przez kobiety u Pigmejów ku czci bogini księżyca Pe, nazywanej „matką płodności”, czy wierzenia Papuasów, że księżyc wywołuje menstruację u kobiet.

### Matka zboża
Z kultem płodności wiąże się także wierzenie o ukrytej sile tkwiącej w płodach rolnych, a zwłaszcza w zbożu. Ta „ukryta siła” często bywa uosabiana jako tzw. „matka zboża” lub „duch zboża”. Kult ten jest znany u wielu ludów świata. Birmańscy Karenowie wierzą, że na polach ryżowych mieszka tzw. Kelah „duch ryżu” i jeżeli ryż zaczyna wysychać, to oznacza, że duch je opuścił. W celu ponownego jego sprowadzenia odmawiają specjalną modlitwę. W Malezji odprawia się obrzędy związane z tzw. „duszą ryżu-dziecka” i „matki ryżu-dziecka”. Podobne wierzenia są także znane w folklorze europejskim. W Szkocji jak podaje Frazer ostatnią garść zboża nazywa się „staruchą”. a ostatni snop u Słowian „Matką Zboża”.

### Fallizm
Jednymi z ciekawszych form tego kultu są tzw. kulty falliczne, związane z kultem penisa jako źródła płodności. W kulturach wysoko rozwiniętych kult ten miał charakter wiejski i
ludowy (grecki Priap, japoński Dōsojin). Kulty te znane są między innymi w Afryce – Kem, Ibudu; w Ameryce Środkowej – Baklum Chaam u Majów, Icelaca w Hondurasie; w Ameryce Południowej – Pamuri Mahse u Desanów; drawidyjski Gansam.